# Cryptocarya biswasii
Cryptocarya biswasii är en lagerväxtart som beskrevs av Mohan Gangopadhyay. Cryptocarya biswasii ingår i släktet Cryptocarya och familjen lagerväxter. Inga underarter finns listade i Catalogue of Life.